# Jošik
Jošik (szerbül: Јошик), falu Bosznia-Hercegovinában, Bosanska krajina területén, Kozarska Dubica községben, a Szerb Köztársaságban. 

## Fekvése
Bosznia-Hercegovina északi részén, Banja Lukától légvonalban 53, közúton 74 km-re északnyugatra, községközpontjától légvonalban és közúton 5 km-re északkeletre, az Una jobb partja mentén, a Dubicai-mező síkságán, 90 - 100 méteres tengerszint feletti magasságban fekszik. Itt torkollik a Moštanica-patak az Unába.

## Népessége
| Nemzetiségi csoport | Népesség 1991 | Népesség 2013 |
| ------------------- | ------------- | ------------- |
| Szerb               | 378           | 385           |
| Bosnyák             | 187           | 67            |
| Horvát              | 42            | 11            |
| Jugoszláv           | 24            | 0             |
| Egyéb               | 15            | 11            |
| Összesen            | 646           | 474           |

## Története
A település 1878-ig tartozott az Oszmán Birodalomhoz, ekkor a berlini kongresszus határozata alapján az Osztrák-Magyar Monarchia része lett. 1910-ben a Bosanska Dubica-i járásban fekvő községben Jošikon 69 háztartást, 59 ortodox szerb, 42 muszlim és 402 katolikus lakost találtak. A monarchia szétesésével 1918-ben előbb a Szerb-Horvát-Szlovén Királyság, majd 1929-től a Jugoszláv Királyság része. 1921-ben a községnek 143 háztartása és 828 lakosa volt. Jugoszlávia megszállása után a falu a Független Horvát Állam (NDH) része lett.
1945-től a település a szocialista Jugoszlávia része volt. A Bosznia-Hercegovinában zajló polgárháború idején a település a Boszniai Szerb Köztársaság része volt. Jugoszlávia felbomlása és a bosznia-hercegovinai háború során a falu nem szenvedett jelentősebb veszteségeket. 1995. szeptember 18-án és 19-én az Una horvát hadművelet keretében Kozarska Dubica község területét megtámadta a Horvát Köztársaság hadserege (HV). Ezt a támadást a Boszniai Szerb Köztársaság hadserege (VRS) és a helyi lakosság visszaverte. A daytoni békeszerződést követő területfelosztásnál a település, Kozarska Dubica község részeként a Szerb Köztársaság területéhez került.